# 8378 Суїні
8378 Суїні (8378 Sweeney) — астероїд головного поясу, відкритий 23 вересня 1992 року.
Тіссеранів параметр щодо Юпітера — 3,351.